# Maria Cyrenius
Maria Cyrenius, auch Marie Cyrenius (* 14. Juni 1872 in Lockstedt in der Altmark; † 30. März 1959 in Klosterneuburg), war eine deutsch-österreichische Emailleurin, Malerin, Kunstgewerblerin und Zeichenlehrerin. Sie lebte in Wien und Salzburg.

## Leben
Die Eltern von Maria Cyrenius, der Landwirt Otto Cyrenius und Alwine Cyrenius, geb. Lüders, starben wenige Monate nach ihrer Geburt. Bis 1886 wuchs sie bei ihrer Großmutter Johanna Fehse auf. Auf Wunsch ihres Vormunds besuchte sie höhere Mädchenschulen in Gardelegen und Braunschweig sowie eine Haushaltungsschule in Bad Harzburg. 1890 nahm sie ein Studium an der Kunstschule Berlin auf und absolvierte 1892 die Zeichenlehrerinnenprüfung. Danach war sie eine Privatschülerin der Maler Paul Flickel in Berlin (bis 1894) und Ludwig von Herterich in München (ab 1898), wo sie sich mit der Freilichtmalerei beschäftigte.
Ab 1900 studierte Cyrenius an der Kunstgewerbeschule Wien, wo sie zunächst eine Hospitanz in der Vorbereitungsklasse von Alfred Roller absolvierte und anschließend 1903/1904 die Klassen von Rudolf von Larisch und Felician Myrbach (Malerei) besuchte. Während dieser Zeit freundete sie sich unter anderem mit den Künstlerinnen Magda Mautner von Markhof (1881–1944, Ehefrau von Alois Grasmayr und Schwester von Editha Moser), Helene von Taussig, Hilde Exner und Emma Schlangenhausen an. Nach dem Studium unterhielt sie ein eigenes Atelier in Wien und gab Privatunterricht. Sie unternahm häufig Reisen, zum Teil mit ihren Freundinnen. So hielt sie sich 1906/1907 zu Studienzwecken in Rom auf und war zwischen 1908 und 1912 mehrfach mit Mautner-Markhof in Paris, wo sie sich 1909/1910 an der Académie Ranson weiterbildete. 1910 erhielt sie Unterricht von dem Schweizer Maler Cuno Amiet in Oschwand, der sie an die expressive Malerei heranführte und nach ihrer Abreise dauerhaft mit ihr korrespondierte.
Mit Ausbruch des Ersten Weltkriegs belegte Cyrenius 1914/1915 einen Pflegerinnenkurs und war als Hilfspflegerin tätig. Danach nahm sie ihre Studien an der Kunstgewerbeschule in Wien wieder auf, wo sie 1916 Keramik bei Michael Powolny und 1918 sowie 1920/21 Emailtechnik bei Adele von Stark und 1923/1924 bei Josef Hoffmann studierte. Parallel dazu erlernte sie ab 1916 Formenlehre und Werkanalyse an der Privatschule von Johannes Itten in Wien. Sie folgte ihm an das Bauhaus Weimar, wo sie von Oktober 1919 bis September 1920 studierte. Neben weiterem Unterricht bei Itten arbeitete sie in der Metallwerkstatt am Bauhaus, wo sie auch als Obfrau fungierte. Danach kehrte sie in die Emailklasse von Stark zurück und begann sich, insbesondere aus ökonomischen Gründen, fast ausschließlich auf die Emailmalerei zu konzentrieren.
1921 zog Cyrenius nach Salzburg, wo auch ihre Freundinnen Taussig, Exner und Schlangenhausen mittlerweile lebten. Sie wohnte in der Meierei der Grasmayr-Villa und unterhielt im Haus der Keramikerin Luise Spannring eine Email-Werkstatt. 1922 arbeitete sie dort mit Max Peiffer Watenphul, einem ehemaligen Bauhaus-Mitschüler, zusammen. Häufig kooperierte sie mit der Silberschmiedemeisterin Eilfriede Berbalk, deren von ihr emaillierte Silberdosen 1925 auf der Internationalen Kunstgewerbeausstellung in Paris gezeigt wurden. Sie war Mitglied der Vereinigung bildender Künstlerinnen Österreichs (VBKÖ), der Wiener Frauenkunst, des Österreichischen Werkbundes und des Sonderbundes österreichischer Künstler.
1926 erhielt Cyrenius die österreichische Staatsbürgerschaft und wurde mit der Silbernen Medaille der Stadt Salzburg ausgezeichnet. Sie reiste 1927 nach Venedig und mehrfach nach Dalmatien. Auf der Weltfachausstellung Paris 1937 gewann sie einen Grand Prix. Neben ihrer Arbeit als freie Emailkünstlerin unterrichtete sie ab 1924 als Zeichenlehrerin am Mädchen-Realgymnasium in Salzburg. Als sie 1937 pensioniert wurde, kehrte sie nach Wien (Döbling) zurück und lebte dort bis zu ihrem Tod 1959. Sie wurde auf dem Grinzinger Friedhof begraben.
Ein Porträt von Maria Cyrenius, das Max Peiffer Watenphul 1921 in Öl auf Leinwand malte, befindet sich in der Sammlung des Sprengel Museum Hannover. Das Salzburg Museum bewahrt Briefe von ihr auf. Im Archiv der VBKÖ befinden sich kopierte Unterlagen und Fotografien aus dem Nachlass von Cyrenius.

## Werk
Aufgrund ihrer langjährigen, abwechslungsreichen künstlerischen Ausbildung war Maria Cyrenius in unterschiedlichen Bereichen tätig und ihr Stil veränderte sich mit der Zeit durch den Einfluss ihrer Lehrer und ihr Interesse an den aktuellen Strömungen der Kunst. Ihre um die Jahrhundertwende entstandenen frühen kunstgewerblichen Arbeiten und farbigen Holzschnitte zeigen noch Merkmale des Wiener Jugendstils.
Ihre zunächst spätimpressionistisch geprägte Malweise wandelte sich um 1910 unter dem Einfluss von Cuno Amiet und dem französischen Expressionismus. Sie setzte nun intensivere Farben und stärkere Pinselstriche ein, während die dargestellten Formen einfacher und weniger detailreich wurden. Um 1915 entstanden eine Reihe meist quadratischer Ölgemälde in diesem Stil. Zwischen 1916 und 1920 schuf Cyrenius, beeinflusst durch Johannes Itten, freie abstrakte Mal- und Zeichenstudien sowie rhythmische Bildanalysen. Ihre abstrakten Kompositionen trafen jedoch nicht den Geschmack der Salzburger Kunstszene der 1920er Jahre. Um ein finanzielles Auskommen zu haben, wählte sie deshalb immer wieder auch dem Zeitgeist entsprechende Motive wie Stadt- und Landschaftsansichten, orientalisierende Szenen und religiöse Darstellungen.
Nach dem Bauhaus-Studium konzentrierte sich Cyrenius auf die Emailkunst, mit der sie auch einen Teil ihres Lebensunterhalts bestritt. Sie schuf unter anderem kleinformatige Emailbilder mit figürlichen Kompositionen, Emaillen auf Messing- und Silberdosen, Schmuck und religiöse Gegenstände wie Hausaltäre, kleine Triptychen, Heiligendarstellungen und Schutzengel-Tafeln. Neben religiösen Motiven stellte sie im Bereich Emailkunst vor allem Landschaften, Porträts und ornamentale Muster dar. Ihre Werke sind dabei gegenständlich, aber in einem expressiv abstrahierten Stil gehalten. Die Konturen sind fließend, doch die Detailzeichnung im Innern ist fein ausgeführt. Filigrane Muster und Ornamente unterstreichen den kostbar wirkenden Charakter des Materials. Mitunter setzte Cyrenius die Grisaille-Technik ein. Neben Emailobjekten schuf sie im Bereich der angewandten Kunst auch vereinzelt keramische Arbeiten.
Werke von Cyrenius befinden sich unter anderem in den Sammlungen des Salzburg Museums, des Museums Moderner Kunst Stiftung Ludwig Wien, im Bauhaus-Archiv und im Archiv der Universität für angewandte Kunst Wien.
Werke (Auswahl)
- Der Hafen von Malcesine. Südliche Hafenszene, Öl auf Leinwand, 62 × 77 cm, Signatur rechts unten: M. Cyrenius, um 1906, Sammlung Belvedere[10]
- Motiv aus dem Garten Borghese, Straße in Nußdorf, Nebel, Strand, Hafen, Nacht, Torfstich, Worpswede, Kiefern und Mondschein, ausgestellt 1908 Kunstschau Wien
- Garten und Ringelblumen, Ölbilder, ausgestellt 1914 Wiener Secession
- Puppen, Öl auf Leinwand, 49,3 × 49,7 cm, um 1913–1915, rückseitig bezeichnet: „Marie Cyren[ius] XIX Tallesb[runngasse]“[11]
- Kirche in Murau, Öl auf Leinwand, 76 × 50 cm, um 1915
- Brücke in Hennersdorf, Öl auf Leinwand, 53 × 54 cm, um 1915
- Wald im Salzburgischen, Öl auf Leinwand, 47,5 × 47,5 cm
- Herbst, Öl auf Leinwand, 49,8 × 49,8 cm
- Salzburg, Emailbild, ehemals Historisches Museum der Stadt Wien
- Salzburger Häuser, Emailbild, ehemals Historisches Museum der Stadt Wien[12]
- Ohne Titel (Abstrakte Landschaft), Kohle auf Papier, 24,00 cm × 35,00 cm, 1916–1919, Museum Moderner Kunst Stiftung Ludwig Wien[13]
- Abstrakte Komposition, um 1920, Salzburg Museum[14]
- Ausritt zur Jagd und Verkündigung, Emailbilder, ausgestellt 1925 Deutsche Frauenkunst
- vier Aquarelle aus Dalmatien, 1930 ausgestellt im Salzburger Künstlerhaus
- Emailkästchen, Salzburg Museum[15]
- Auferstehung Christi (8 × 10 cm) und Sitzender Frauenakt mit Krone (3,8 × 3,6 cm), Email, Werksammlung des VBKÖ[8]

## Ausstellungen (Auswahl)
- ab 1906: Galerie Miethke, Wien („Die Jungen“)
- 1908: Pavillon der Kunstschau Wien
- 1909: Internationale Kunstschau
- 1912: Kunstsalon Heller (mit Magda Mautner-Markhof)
- 1914: Wiener Secession
- 1917, 1930, 1944: Vereinigung bildender Künstlerinnen Österreichs
- 1925: Deutsche Frauenkunst, Wiener Künstlerhaus
- 1925: Exposition internationale des arts décoratifs et industriels modernes, Paris[16]
- 1927, 1930: Wiener Frauenkunst
- 1937: Glaspalast-Burggarten, Wien
- 1937: Internationale Ausstellung, Paris
- 2019: „Stadt der Frauen. Künstlerinnen in Wien von 1900 bis 1938“, Unteres Belvedere (mit Katalog)[17]